# Tobaksrökningens effekter på hälsan
Tobaksrökningens effekter på hälsan är de effekter som tobaksrökning har på människans hälsa, ett ämne som länge varit föremål för vetenskaplig forskning och debatt.
I början av 1960-talet sammanställdes resultaten från vetenskapliga studier som visade att rökning kan orsaka lungcancer. Resultaten sammanfattades i statliga rapporter och det slogs fast att rökning hade skadliga effekter på människans hälsa. Detta kom att markera en avgörande vändning gällande den allmänna synen på tobaksrökning och hälsa, eftersom man nu hade starka vetenskapliga bevis för rökningens skadliga effekter, något som förut saknats.
Tobaksrök innehåller, förutom nikotin som är beroendeframkallande, mer än 4 000 olika kemiska ämnen, varav flera är cancerframkallande eller skadliga på andra sätt, till exempel genom att de är giftiga, kvävande eller allergiframkallande. Minst 250 av de kända ämnena i tobaksrök är konstaterat skadliga och mer än 50 är cancerframkallande.
Tobaksrökning är en betydande orsak till förtidig död och har associerats med förhöjd risk för närmare 40 olika sjukdomar, bland annat med förhöjd risk för många cancerformer och hjärt- och kärlsjukdomar, däribland stroke, men även för astma, lunginflammation och kroniskt obstruktiv lungsjukdom (KOL). Många sjukdomar som associeras med rökning är sådana sjukdomar som inte drabbar direkt, utan det är först efter ett antal år som sjukdomarna uppkommer. Sjukdomarna brukar normalt uppkomma efter 10-40 år. Världshälsoorganisationen (WHO) beräknar att omkring 6 miljoner människor dör i förtid varje år på grund av tobak. Av dessa dör mer än 5 miljoner som en direkt följd av det egna tobaksbruket, medan mer än 600 000 dör som en följd av passiv rökning. Av dem som dör av passiv rökning beräknas tjugoåtta procent vara barn. I genomsnitt lever icke-rökare 5-10 år längre än rökare.

## Tobaksberoende
Ämnet nikotin som finns i tobak är ett beroendeframkallande ämne som kan definieras som en drog. Nikotin påverkar människans nervsystem genom att binda till specifika receptorer, bland annat i hjärnan, vilket orsakar en frisättning av flera signalsubstanser, bland annat dopamin. Dopaminet medverkar bland annat i känslor och hjärnans belöningssystem. När dopaminet frisätts i hjärnans belöningssystem skapar detta en känsla av ökat välbefinnande och man känner sig bättre till mods. Denna verkan kallas för nikotinkick. Men efter ett tag vänjer sig receptorerna vid nikotinet och dosen måste då ökas för att man ska få samma verkan. För att inte få abstinensbesvär måste den som utvecklat ett tobaksberoende också röka ofta.
Det finns två olika sorters beroende, nämligen fysiologiskt- och psykologiskt beroende. Det fysiologiska beroendet innebär att man får abstinensbesvär och känner ett sug. Abstinensbesvär är att man blir irriterad, hungrig eller får svårt att koncentrera sig. 
Det psykologiska beroendet kan yttra sig genom att man känner tomhet och saknad och genom att man lätt blir irriterad om man inte får i sig nikotin. Man kan också känna ett behov av att röka i vissa lägen och sociala sammanhang.

## Passiv rökning
Passiv rökning innebär att en person som själv inte röker ofrivilligt andas in tobaksrök som ett resultat av att andra personer i omgivningen röker och därigenom blir utsatt för rökens skadliga inverkan. Även passiv rökning har konstaterats vara en stor hälsorisk och att regelbundet utsättas för passiv rökning ger en förhöjd risk att drabbas av bland annat lungcancer och flera andra cancerformer, samt hjärt- och kärlsjukdomar och luftvägssjukdomar som KOL.
Mer än 600 000 människor dör enligt WHO i förtid varje år som en följd av passiv rökning, varav tjugoåtta procent beräknas vara barn. En av de första studier som tydligt kunde visa ett statistisk samband mellan passiv rökning och lungcancer var en
japansk studie under 1980-talet som visade att icke-rökande kvinnor gifta med rökande män drabbades av lungcancer i högre utsträckning än icke-rökande kvinnor gifta med män som också var icke-rökare.

## Samband mellan rökning och sjukdomar
En rad sjukdomar är associerade med rökning, bland annat:

## Ekonomiska konsekvenser
Enligt WHO finns det mer än en miljard människor i världen som röker varje dag, varav nära åttio procent lever i låg- och medelinkomstländer. Tobaksrökning har negativa samhällsekonomiska konsekvenser i form av till exempel ökade sjukvårdskostnader och produktionsbortfall. Även privatekonomiska konsekvenser, mest kännbara i låginkomstländer, kan uppstå då tobaksbruket till exempel kan leda till förtida död för fadern eller modern i en familj, vilket drabbar hela den efterlevande familjens försörjning.

## Miljöeffekter av tobaksbruk
Under de senaste årtiondena har en allt större del av tobaksodlingen flyttat till låginkomstländer, där arbetskraften och därmed produktionskostnaderna är billigare, vilket ökar vinsten för tobaksbolagen. Men eftersom fattiga bönder i låginkomstländer har mindre avancerad teknisk utrustning än vad bönder i rikare länder har, så försämras de fattiga böndernas hälsa och den omgivande miljön ännu mer av den bekämpningsmedel- och gödselkrävande tobaksodlingen än de gör i rika länder. Tobaksplantan är nämligen känslig för skadeinsekter och sjukdomar, varför mycket bekämpningsmedel vanligen används i odlingarna. Skyddsutrustningen för dem som arbetar inom tobaksodlingen i fattiga länder är också ofta bristfällig och risken att tobaksarbetarna utsätts för skadliga kemikalier är därför hög. Tobaksarbetare som hanterar tobaksblad utan tillräcklig skyddsutrustning riskerar att drabbas av green tobacco sickness, en form av nikotinförgiftning som beror på att nikotinet från tobaksbladen absorberas genom huden.
Förutom att tobaksodlingen försämrar miljön och allvarligt kan skada odlarna och deras familjers hälsa, kan den ha negativ påverkan på den biologiska mångfalden, bland annat eftersom den kan leda till skogsskövling och jorderosion då träden huggs ner för att få torkved till tobaksbladen. Giftanvändningen kan även leda till att vattentäkter kan förstöras.